# تونگان (شیامن)
تونگان (به لاتین: Tong'an District) یک سکونتگاه مسکونی در جمهوری خلق چین است که در شیامن واقع شده‌است.

## خصوصیات
تونگان ۶۵۷٫۵۹ کیلومترمربع مساحت و ۵۲۰٬۰۰۰ نفر جمعیت دارد.